# Regione dell'Anatolia Centrale
La regione dell'Anatolia Centrale (in turco İç Anadolu Bölgesi) è una delle sette divisioni a fini statistici della Turchia. Si trova nel centro del paese. La superficie è di circa 188.586 km² e ha una popolazione di circa 11,8 milioni di abitanti.

## Province

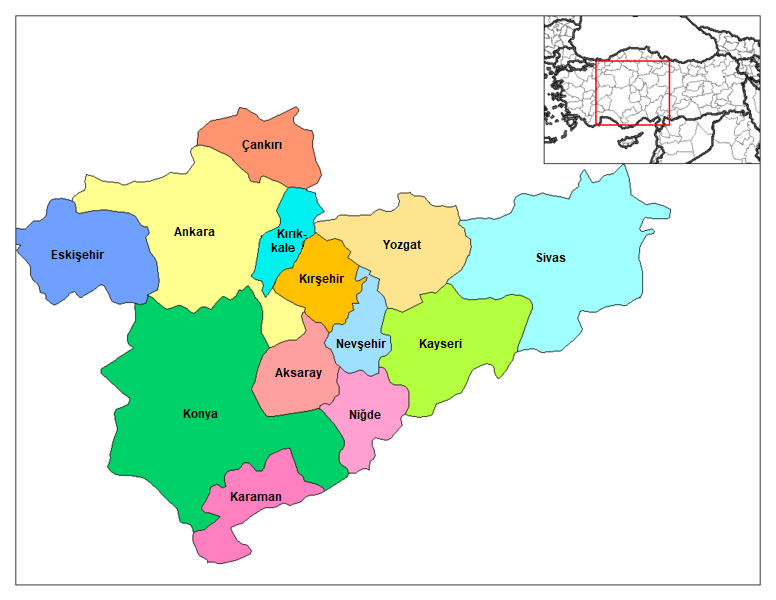
Province della regione dell'Anatolia Centrale

Della regione fanno parte le seguenti province:
- Aksaray
- Ankara
- Çankırı
- Eskişehir
- Karaman
- Kayseri
- Kırıkkale
- Kırşehir
- Konya
- Nevşehir
- Niğde
- Sivas
- Yozgat